# Larry Connor

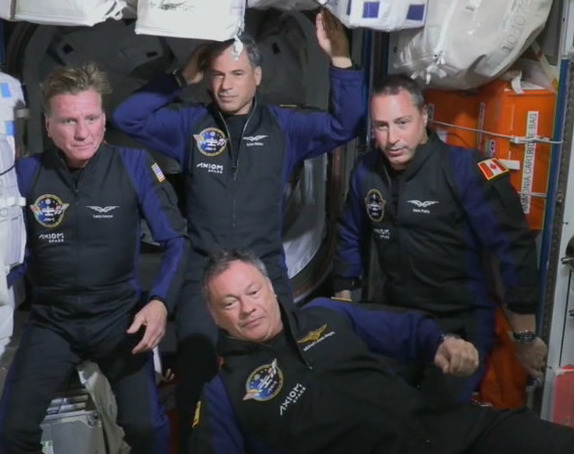
Larry Connor (vlevo) na snímku posádky Ax-1 po příletu na ISS.

Larry Connor (* 1950) je americký podnikatel v oblasti nemovitostí a technologií, filantrop a vesmírný turista, 582. člověk ve vesmíru. Connor stojí v čele společnosti Connor Group, která investuje do nemovitostí a sídlí v Daytonu ve státě Ohio. V roce 2022 pobýval 16 dní na Mezinárodní vesmírné stanici (ISS) během kosmického letu Axiom Mission 1.

## Život a vzdělání
Lawrence S. Connor se narodil 7. ledna 1950 v Albany ve státě New York. Střední i vysokou školu ale vystudoval ve státě Ohio. V roce 1968 dokončil v Alter High School ve městě Dayton a o 4 roky později s vyznamenáním absolvoval Ohio University v Athens.
Získal pilotní licenci a je soukromým pilotem se zkušeností s bezmála 20 různými letadly, včetně stíhačky F-5. Je také pětinásobným vítězem regionálních akrobatických soutěží a zúčastnil se několika soutěží v rámci národního mistrovství USA v akrobacii. Účastní se také terénních a okruhových závodů a roce 2021 se potápěl v Mariánském příkopu.
Je ženatý a má tři děti.

## Podnikatelská kariéra
Connor v letech 1982 až 1990 vlastnil společnost Orlando Computer Corp, která působila na střední Floridě a v Cincinnati v Ohiu a dodávala firmám hardware a software.
V roce 1991 spoluzaložil společnost Connor, Murphy & Buhrman, která se zabývala investicemi do nemovitostí. V roce 2003 vykoupil podíly svých partnerů a vytvořil Connor Group, jejíž aktiva se během následujících 18 let rozrostla ze 100 milionů na 3,5 miliardy dolarů a podniká na 16 trzích po celé zemi.
V roce 2004 Connor spoluzaložil společnost Heartland Regional Power[6], kterou později koupila jeho další společnost First Billing Services, platforma pro online platby a zpracování účtů, kterou Connor rovněž spoluzaložil v roce 2011. O osm let později byla společnost s více než 2 miliony zákazníků prodána za 57,5 milionu dolarů.
V roce 2007 Connor založil organizaci Connor Group Kids & Community Partners, zaměřenou na znevýhodněnou mládež v komunitách, kde skupina Connor Group působí. V roce 2021 jí věnoval polovinu svého majetku.
V roce 2017 se Connor rozhodl otevřít The Greater Dayton School – první nenáboženskou soukromou školu v Ohiu pro studenty s nedostatkem finančních prostředků. Filozofií školy je ukázat, čeho jsou děti ze sociálně slabých rodin schopny dosáhnout – nejen jako studenti, ale po celý život – když mají přístup ke všem zdrojům, které potřebují k úspěchu. Otevření školy Greater Dayton je naplánováno na podzim roku 2022.
Společnost Connor a skupina Connor Group získaly řadu ocenění podnikatelských ocenění včetně zařazení mezi 50 nejlepších zaměstnavatelů mezi malými a středními firmami v roce 2014 nebo nominace do Daytonské podnikatelské síně slávy časopisu Dayton Magazine 2017.

## Astronaut
V lednu 2021 bylo oznámeno, že se Connor stal jedním ze tří vesmírných turistů, kteří společně s profesionálním astronautem vytvoří posádku prvního soukromého letu společnosti Axiom Space. Za svou účast v programu Axiom zaplatil stejně jako zbylí dva kolegové 55 milionů dolarů a díky svým leteckým zkušenostem byl vycvičen do funkce pilota lodi Crew Dragon.
Let Axiom Mission 1 (Ax-1) po několika odkladech odstartoval 8. dubna 2022 a o den později se připojil k Mezinárodní vesmírné stanici, několik dní po zahájení dlouhodobé Expedice 67. Connor se ve svých 72 letech stal druhým nejstarším člověkem, který se kdy podíval do vesmíru (rekord drží první americký astronaut John Glenn, který se ke svému druhému a poslednímu letu v roce 1998 vydal v 77 letech; na pomyslnou třetí příčku se zařadil Connorův kolega mise Ax-1 Ejtan Stibbe, který se do vesmíru vydal v 64 letech). Let Ax-1 měl trvat zhruba 10 dní a Connor při něm navázal na výzkumy, které v posledním desetiletí pomáhal financovat v nemocnicích Mayo Clinic a Cleveland Clinic. V prvním případě šlo o studium vlivu vesmírné cesty na zdraví srdce a na senescentní buňky – buňky, které se přestaly dělit a jsou spojeny s mnoha nemocemi souvisejícími s věkem. Spolupráce s Cleveland Clinic se pro změnu zaměřila na studium účinků mikrogravitace během kosmického letů na páteř a mozkovou tkáň. Po dokončení programu byl ovšem odlet původně plánovaný na 18. dubna několikrát odložen kvůli špatnému počasí v možných lokalitách pro přistání a uskutečnil se až 25. dubna po 17 dnech, 1 hodině a 49 minutách letu. Tři platící astronauti včetně Connora za svůj prodloužený pobyt na ISS nemuseli uhradit žádný dodatečný poplatek. Ředitel provozu společnosti Axiom Space Derek Hassmann novinářům během telekonference pro média po přistání řekl, že zpoždění nejsou neobvyklá a že s nimi předem počítala smlouva, kterou s NASA podepsali.